# Эредия, Агустин
Агусти́н Эредия (исп. Agustín Heredia; родился 16 июня 1997, Колон, Аргентина) — аргентинский футболист, защитник клуба «Бока Хуниорс», выступающий на правах аренды за «Сан-Мартин» (Сан-Хуан).

## Клубная карьера
Эредия — воспитанник клуба «Бока Хуниорс». 6 марта 2018 года в матче против «Архентинос Хуниорс» он дебютировал в аргентинской Примере.